# Tasata taperae
Tasata taperae là một loài nhện trong họ Anyphaenidae.
Loài này thuộc chi Tasata. Tasata taperae được Cândido Firmino de Mello-Leitão miêu tả năm 1929.